# Ophrys de Gascogne
Ophrys vasconica
Espèce
L'Ophrys de Gascogne (Ophrys vasconica) est une espèce d'orchidée terrestre européenne.

## Description
Petite plante (en général de moins de 20 cm de haut) donnant un épi floral lâche de quelques fleurs aux sépales larges, petits pétales à bord ondulé, au labelle trilobé à la pilosité dense, marqué d'une macule en W blanchâtre à gris-bleuâtre.

## Floraison
Avril à juin

## Habitat
Plante de pleine lumière à mi-ombre, sur substrats calcaires secs, garrigues, pelouses, pinèdes, chênaies claires en dessous de 1100 m d'altitude.

## Aire de répartition
Pays basque français, Catalogne, Portugal ? localisée et assez rare

## Espèces proches
Cette espèce fait partie du groupe d'Ophrys fusca
- Ophrys fusca - Ophrys brun
- Ophrys bilunulata
- Ophrys sulcata
- Ophrys funerea